# Deleninae

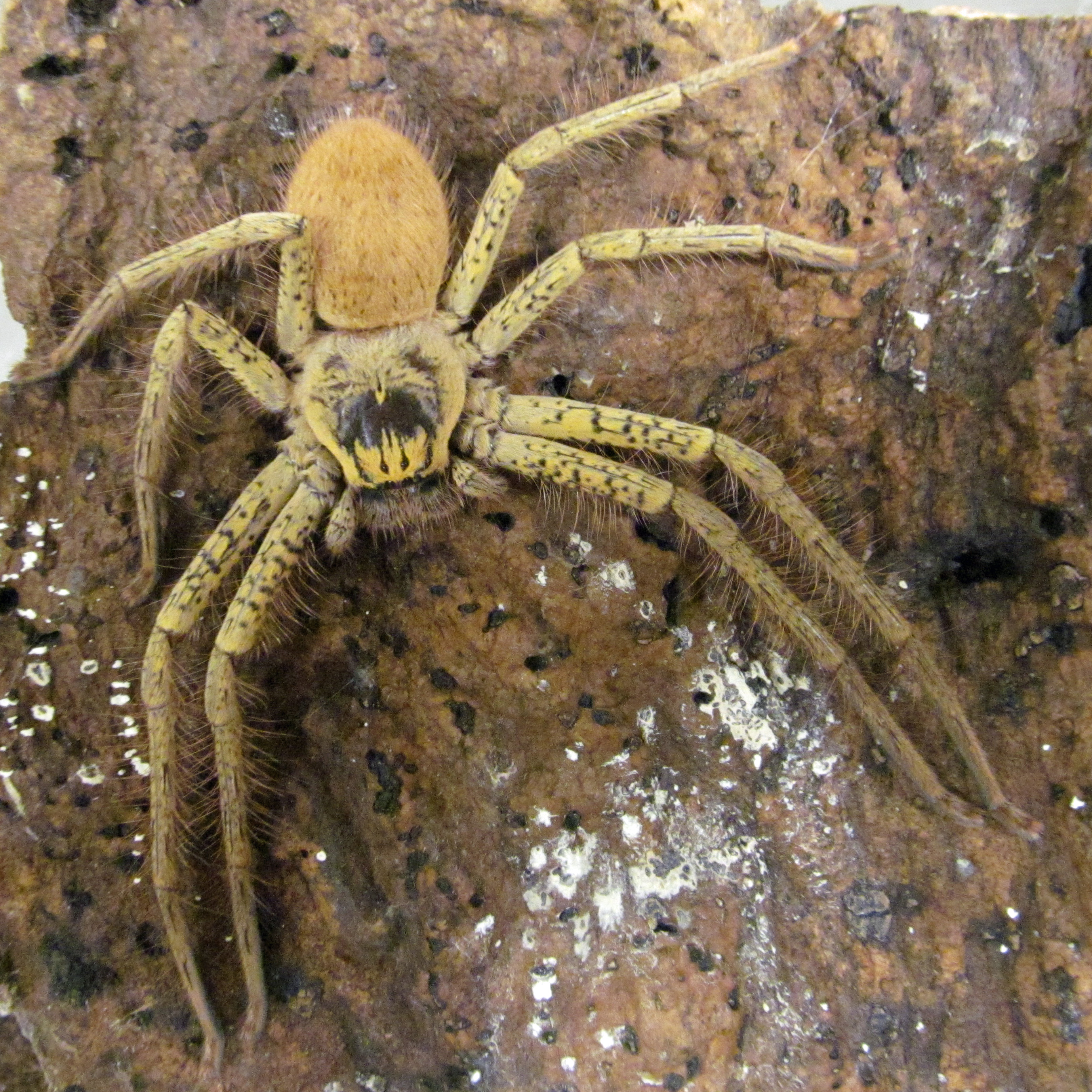
Beregama aurea

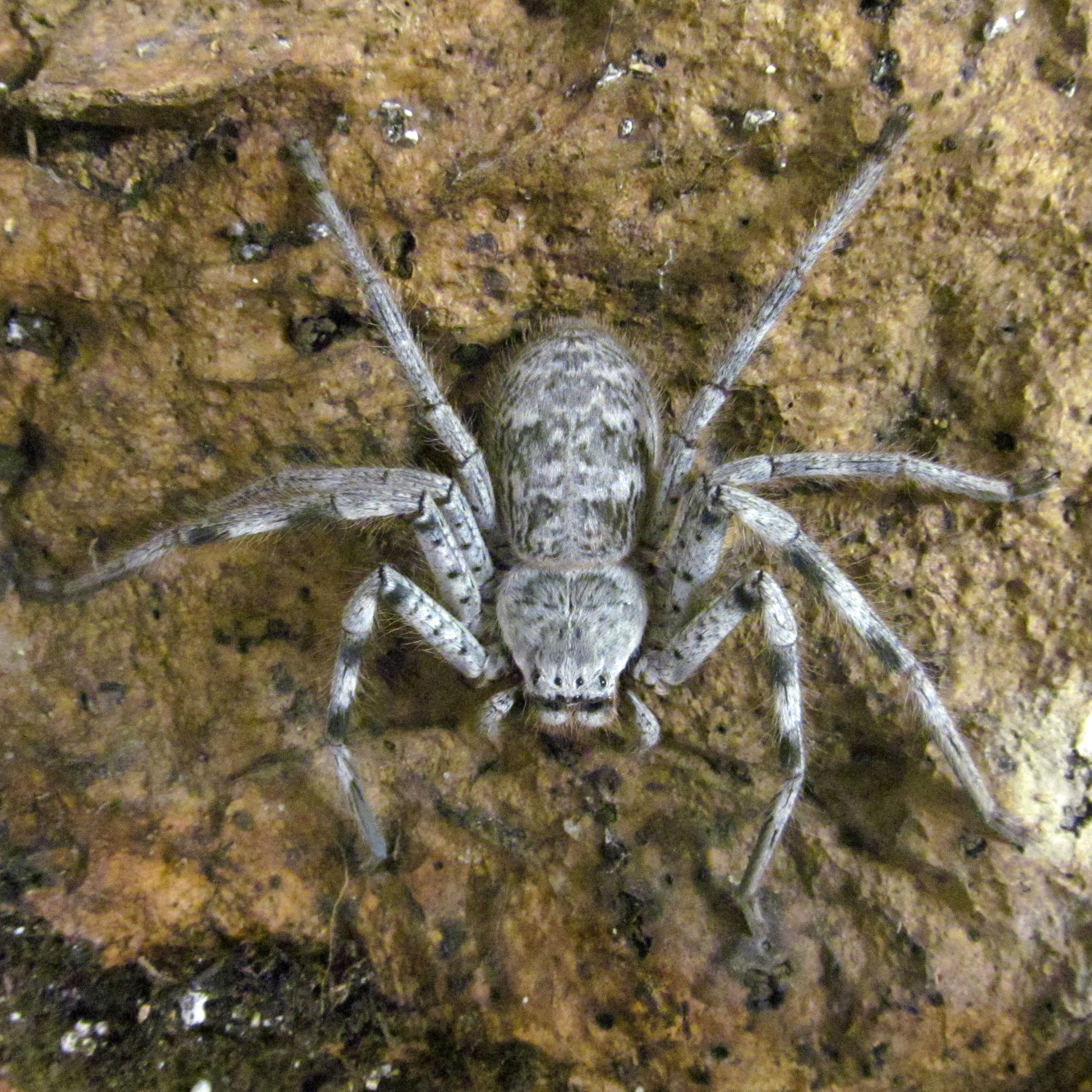
Holconia hirsuta

Deleninae – podrodzina pająków z infrarzędu Araneomorphae i rodziny spachaczowatych.

## Morfologia i zasięg
Pająki te mają na prosomie ośmioro oczu rozmieszczonych w dwóch rzędach. W rzędzie przednim oczy środkowe są większe, równe lub co najwyżej o 1/5 średnicy mniejsze od oczu bocznych. Czworokąt na planie którego rozmieszczone są oczy par środkowych zazwyczaj nie jest szerszy niż dłuższy. Karapaks jest w przedniej połowie najwyższy i w tylnej opadający lub na całej długości wypłaszczony. Nogogłaszczki samca mają unikalnej budowy aparat kopulacyjny z embolusem przedłużonym w bardzo długi, niekiedy ponad dwukrotnie dłuższy od karapaksu biczyk, w spoczynku spiralnie skręcony i umieszczony w rowku na strukturze podtrzymującej.
Podrodzina endemiczna dla Australii. 

## Taksonomia
Takson ten wprowadził w  1903 roku Henry Roughton Hogg jako grupę Deleneae w podrodzinie spachaczowatych w obrębie rodziny aksamitnikowatych. Wcześniej, w 1897 roku Eugène Simon klasyfikował te pająki w grupie Sparasseae w obrębie tejże podrodziny. Spachaczowate do rangi rodziny, a Delaninae do rangi podrodziny  wyniósł w latach 1912–1914 Toivo Henrik Järvi. Podrodzina ta nie została wyróżniona w Systema Aranearum Aleksandra Pietrunkiewicza z 1928 roku, gdzie zaliczane do niej przez Hogga pająki sklasyfikowano w Eusparassinae. Delaninae były intensywnie rewidowane w latach 1989–1999 przez Davida B. Hirsta. Monofiletyzm Delaninae potwierdzony został przez molekularne analizy filogenetyczne Ingi Agnarsson i Lindy S. Rayor z 2013 roku oraz
Majida Moradmanda, Axela L. Schönhofera i Petera Jägera z 2014 roku. Analizy te nie potwierdzają jednak monofiletyzmu wielu zaliczanych doń rodzajów. 
Do podrodziny tej zalicza się ponad 100 opisanych gatunków, sklasyfikowanych w 9 rodzajach:
- Beregama Hirst, 1990
- Delena Walckenaer, 1837
- Holconia Thorell, 1877
- Isopeda L. Koch, 1875
- Isopedella Hirst, 1990
- Neosparassus Hogg, 1903
- Pediana Simon, 1880
- Typostola Simon, 1897
- Zachria L. Koch, 1875